# Maria Anna von Bayern (1805–1877)

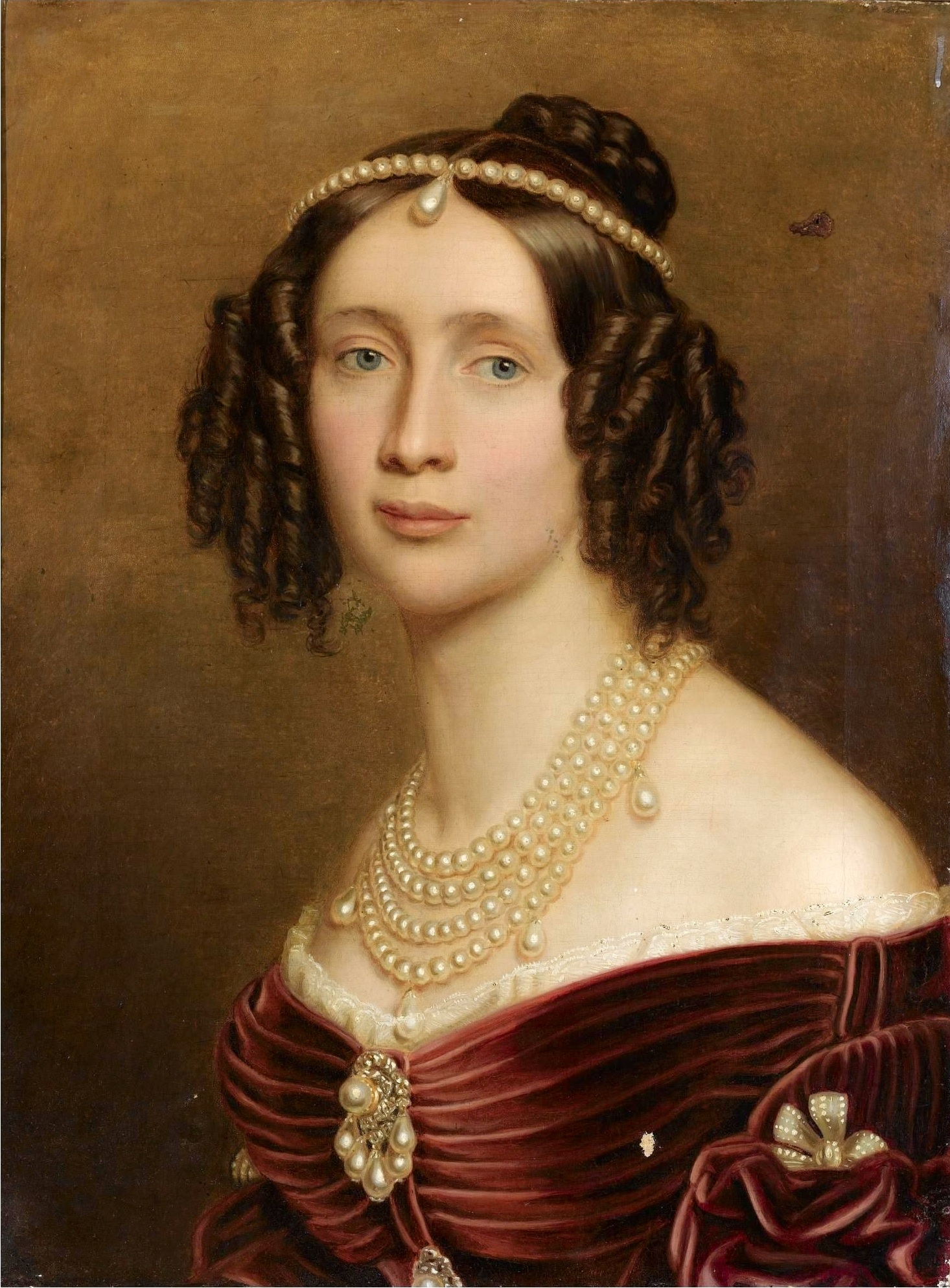
Königin Maria Anna von Sachsen, Gemälde von Stieler, um 1842

Maria Anna Leopoldine Elisabeth Wilhelmine von Bayern (* 27. Januar 1805 in München; † 13. September 1877 in Wachwitz) war eine Prinzessin von Bayern und Königin von Sachsen. Sie war die Zwillingsschwester der Mutter des Kaisers Franz Joseph I., Erzherzogin Sophie von Österreich und Schwester der Herzogin Ludovika Wilhelmine von Bayern, der Mutter der Kaiserin Elisabeth von Österreich-Ungarn (genannt Sisi). 

## Leben

### Frühes Leben und Königin von Sachsen

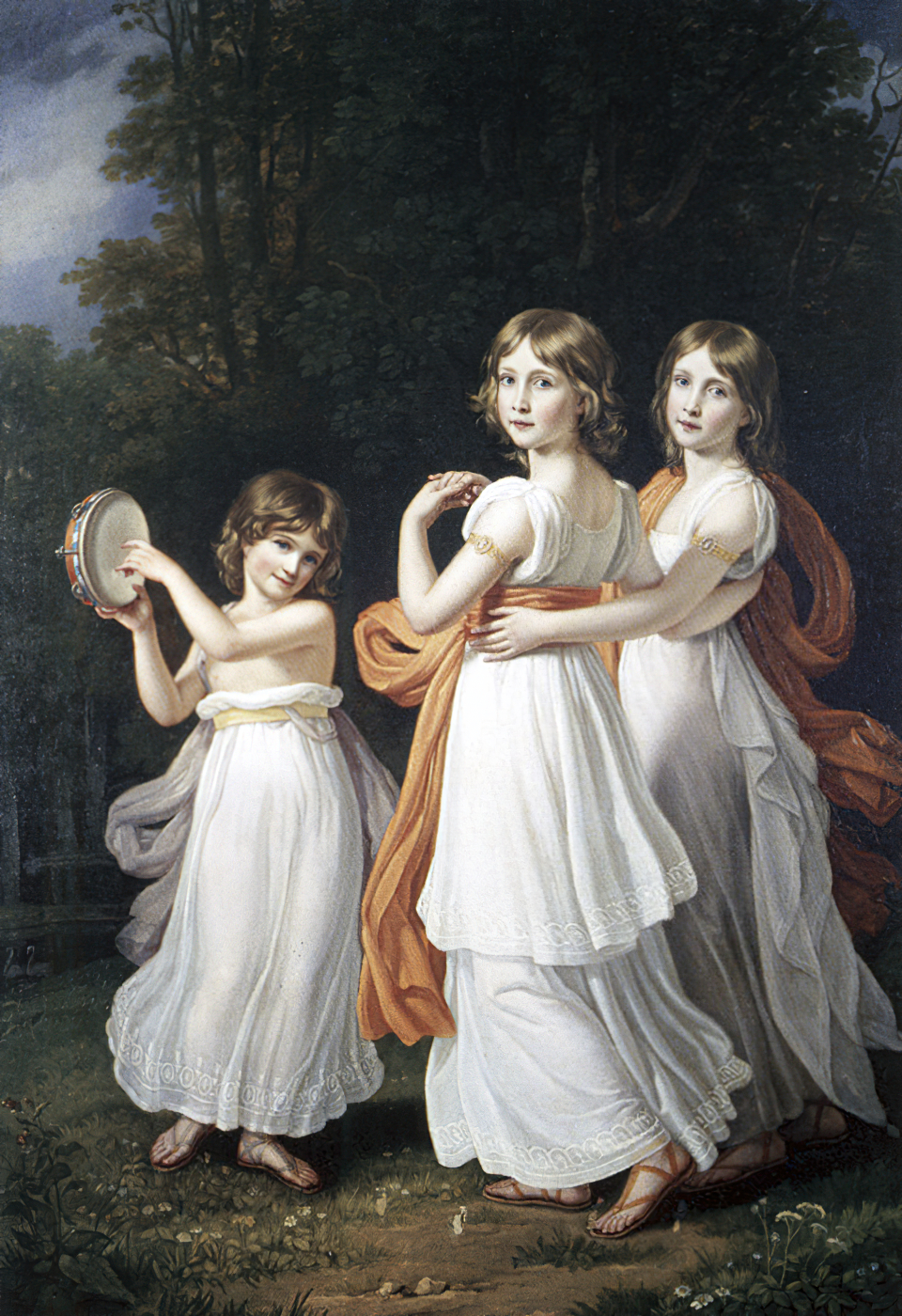
Ludovika (ganz links), Marie und Sophie (Gemälde von Joseph Karl Stieler)

Maria Anna war die Tochter von König Maximilian I. Joseph von Bayern und seiner zweiten Ehefrau Karoline Friederike Wilhelmine von Baden. Sie und ihre Zwillingsschwester Sophie waren das zweite Zwillingspaar des Königspaares. Bereits 1801 hatte Königin Karoline ein Zwillingspaar zur Welt gebracht, ebenfalls zwei Mädchen. In der Familie wurde Maria Anna nur „Marie“ genannt. 1811 wurde der protestantische Philologe Friedrich Wilhelm Thiersch Lehrer von Maria Anna und deren Schwestern Elisabeth Ludovika, Amalie Auguste und Sophie, die er u. a. in Literatur, Geographie und Geschichte unterrichtete.
Am 24. April 1833 heiratete Maria Anna in Dresden den Prinzen Friedrich August II. (1836–1854 König von Sachsen), für den dies seine zweite Ehe war. Friedrich August II. schrieb damals an den sächsischen Staatsminister Hans Georg von Carlowitz, dass die Wahl seiner Braut auf „genauer Kenntnis der ausgezeichneten Eigenschaften des Geistes und Herzens dieser vortrefflichen Prinzessin“ beruhe; daher sehe er einer glücklichen Zukunft entgegen. Doch blieb auch diese Verbindung – ebenso wie seine erste Ehe – kinderlos. Maria Anna war die Patentante der 1841 geborenen Herzogin Marie in Bayern, der vierten Tochter ihrer jüngeren Schwester Herzogin Ludovika in Bayern. Marie in Bayern sollte die letzte Königin von Neapel-Sizilien werden und als „Heldin von Gaeta“ in die Geschichte eingehen. 
Maria Anna begleitete ihren Gemahl auf längeren Reisen durch ganz Sachsen, die dem König zu zusätzlicher Popularität verhalfen und ihn als energischen, fürsorglichen Regenten erscheinen ließen. Im Oktober 1836 rief Maria Anna anlässlich der Hungersnot im Erzgebirge und Vogtland zur Gründung von Frauenvereinen auf. Es entstand eine von ihr geleitete Frauenvereinsanstalt der obererzgebirgischen und vogtländischen Frauenvereine, die 1859 durch eine Satzung feste rechtliche Form annahm: Zentralausschuß der obererzgebirgischen und vogtländischen Frauenvereine (bestand mindestens bis 1932).

### Tödlicher Unfall des sächsischen Königs
Im August 1854 reisten Maria Anna und Friedrich August II. nach Bayern, wo man die Erste Allgemeine Deutsche Industrieausstellung in München besichtigte und dann nach Possenhofen weiter fuhr, um Maria Annas jüngerer Schwester Herzogin Ludovika in Bayern einen Besuch abzustatten. Während Maria Anna in Possenhofen blieb, reiste der König in Begleitung seines Flügeladjutanten und eines Kammerlakais weiter in das obere Inntal. Vor Jahren hatte er seine Leidenschaft für die Alpen entdeckt und besuchte seitdem regelmäßig Tirol. Am 9. August 1854 kam kurz hinter Imst, an einer besonders steilen Stelle zwischen dem Ortsteil Brennbichl und der Innbrücke, sein Reisewagen ins Schleudern. Durch eine abrupte Bremsung wurden der König und der Lakai aus dem Wagen heraus zwischen die Pferde geschleudert. Eines der Pferde traf mit seinem Huf dabei den Monarchen mit voller Wucht hinter dem linken Ohr. Obwohl man es noch schaffte, Friedrich August II. in ein nahegelegenes Gasthaus zu schaffen, starb er dort, ohne das Bewusstsein wiedererlangt zu haben.

### Witwenschaft
Nach dem tödlichen Unfall ihres Mannes ließ Maria Anna als Witwe eine Gedächtniskapelle (Königskapelle) im neugotischen Stil errichten, die am 4. August 1855 geweiht wurde. Sie starb am 13. September 1877 im Alter von 72 Jahren in Wachwitz und wurde in der katholischen Hofkirche zur Heiligen Dreieinigkeit in Dresden beigesetzt.

### Korrespondenz
Die von 1844 bis 1877 geführte Korrespondenz zwischen der Schriftstellerin Ida Hahn-Hahn (1805–1880) und der Königin („Marie“) liegt im Fritz Reuter Literaturarchiv Hans-Joachim Griephan Berlin. Es handelt sich um 35 Briefe von Ida Hahn-Hahn an Marie (20. Juli 1844, 5. November 1850 bis 22. März 1873) und 54 Briefe von Marie an Ida Hahn-Hahn (5. Februar 1859 bis 8. Januar 1877).

## Ehrungen
Das 1839 in Cainsdorf bei Zwickau gegründete erste Eisenwerk Sachsens erhielt ihr zu Ehren den Namen Königin-Marien-Hütte.